# 黄疸
黄疸（おうだん、英: jaundice）とは、病気や疾患に伴う症状の1つで、身体にビリルビンが過剰にあることで眼球や皮膚といった組織や体液が黄染した（黄色く染まる）状態。

## 黄疸の発生機序

ビリルビンの構造式。

脾臓中のマクロファージにより、循環中の古くなったり損傷を受けた赤血球が取り除かれる。赤血球中のヘモグロビンはヘムとグロビンに分解される。ヘムの分解は、マクロファージによって開始される。ヘムのポルフィリン環は、ヘムオキシゲナーゼ (HMOX) により緑色のビリベルジンに分解される。2番目の反応として、ビリベルジンがビリベルジンレダクターゼ (BVR) により黄色のビリルビンに還元される。
ヘム分解で生成されたビリルビンそのものである水溶性の低い非抱合型ビリルビン(=間接ビリルビン)は、血漿中のアルブミンであるタンパク質と結合して血漿へ放出され、肝臓に運ばれる。血漿中の非抱合型ビリルビンは肝臓でグルクロン酸抱合を受け抱合型ビリルビン(=直接ビリルビン)となり、胆汁中に放出され、胆道から十二指腸へ分泌される。なお胆汁の主成分は胆汁酸、いわゆるコール酸などである。
十二指腸に分泌された抱合型ビリルビンは、小腸の腸内細菌によって脱抱合をうけ非抱合型ビリルビンになる。この非抱合型ビリルビンが腸内細菌に還元されてウロビリノーゲンとなる。ウロビリノーゲンは小腸から再吸収され尿とともに排泄され、小腸に吸収されなかったウロビリノーゲンは腸内細菌によりステルコビリノーゲンを経て茶色のステルコビリンに変化し、大便とともに排泄される。これらの経路のどこかが破綻すると高ビリルビン血症がおこる。
なお、腸管内の非抱合型ビリルビンとウロビリノーゲンは腸肝循環によって再び血中へ戻る。ウロビリノーゲンは尿中に排出することができる。基本的にこの経路しかウロビリノーゲン産出系は存在しないので、胆道閉塞では尿中ウロビリノーゲンが陰性となり、これは病的な所見である。なお、尿中ビリルビンという項目があるがこれは抱合型ビリルビンを量っている。水に溶けない非抱合型ビリルビンが腎臓で濾過されることは基本的にはない。尿中ビリルビンが見られるのは胆道閉塞など直接ビリルビン（抱合型ビリルビン）が優位に増加する疾患である。
高ビリルビン血症によって黄疸が起こるのは黄色のビリルビンが組織沈着して組織が黄色くなるからである。ビリルビンは特に弾性線維との親和性が高いため、皮膚、強膜、血管といった弾性線維が豊富な組織に沈着する。特に強膜との親和性が高いため、黄疸のスクリーニングは眼球結膜の色で調べる。なお、黄染はあくまで組織沈着をみているので血液生化学のデータよりは遅れて変動する。
ビリルビンの組織沈着としては皮膚以外に大脳基底核の沈着による核黄疸（ビリルビン脳症）が有名である。これは非抱合型ビリルビンのうちアルブミンに結合していない非抱合型ビリルビンが沈着する。新生児におこる疾患であり、ミルクを飲まない、モロ反射消失といった症状から始まり痙攣や後弓反張をおこしてくる。経験的にT-Bilが25mg/dlを超えない限り、起こるのは極めて稀で、今日の管理技術ではまず起こらない。

## 臨床的分類
潜在性黄疸（高ビリルビン血症）
血清ビリルビンが正常値を超えるが肉眼的に黄疸はない。
ビリルビンについての血液検査の参考基準値
| 項目                  | 下限値         | 上限値        | 単位   | 備考 |
| --------------------- | -------------- | ------------- | ------ | ---- |
| 総ビリルビン          | 1.7, 2, 3.4, 5 | 17, 22, 25    | μmol/L |      |
| 総ビリルビン          | 0.1, 0.2, 0.29 | 1.0, 1.3, 1.4 | mg/dL  |      |
| 抱合型/直接ビリルビン | 0.0 or N/A     | 5, 7          | μmol/L |      |
| 抱合型/直接ビリルビン | 0              | 0.3, 0.4      | mg/dL  |      |

亜黄疸
眼球結膜のみ黄染する状態。
顕性黄疸
皮膚粘膜の黄染（T-Bilが2 - 3mg/dl）。

## 病因による分類

### 生理的黄疸
出生後2日〜2週間ほど出現する正常ヒトにも発生する黄疸。胎児ヘモグロビン(HbF)が壊されること（溶血=赤血球破壊が亢進される状態→間接ビリルビン値上昇→主に眼球結膜に 黄疸 出現）と、その結果生ずるビリルビンを処理する能力(グルクロン酸抱合能)が新生児は未熟であることによって発生する。生理的黄疸は、出生後3〜5日で増強し、2週間以内に消失する。そのため、出生後24時間以内に出現したり、2週間以上経っても消失しない場合は病的黄疸を考える。

### 病的黄疸

#### 直接ビリルビン優位性黄疸
肝外胆汁鬱滞性黄疸（閉塞性黄疸）
原因としては胆石、胆道癌、膵癌、閉塞性化膿性胆管炎、先天性奇形などである。血清生化学検査では直接ビリルビン値が高くなる。
肝内胆汁鬱滞性黄疸
原因としては原発性胆汁性胆管炎、原発性硬化性胆管炎、新生児肝炎、劇症肝炎、薬剤性などがあげられる。これも直接ビリルビン値が高くなる。
肝細胞性黄疸
原因としては肝硬変、肝炎があげられる。血清生化学検査では直接ビリルビン値が高くなる。

#### 間接ビリルビン優位性黄疸
溶血性黄疸
溶血によって間接ビリルビン値が高くなる。
体質性黄疸
間接ビリルビン値が高くなる。下記参照。

#### 新生児黄疸

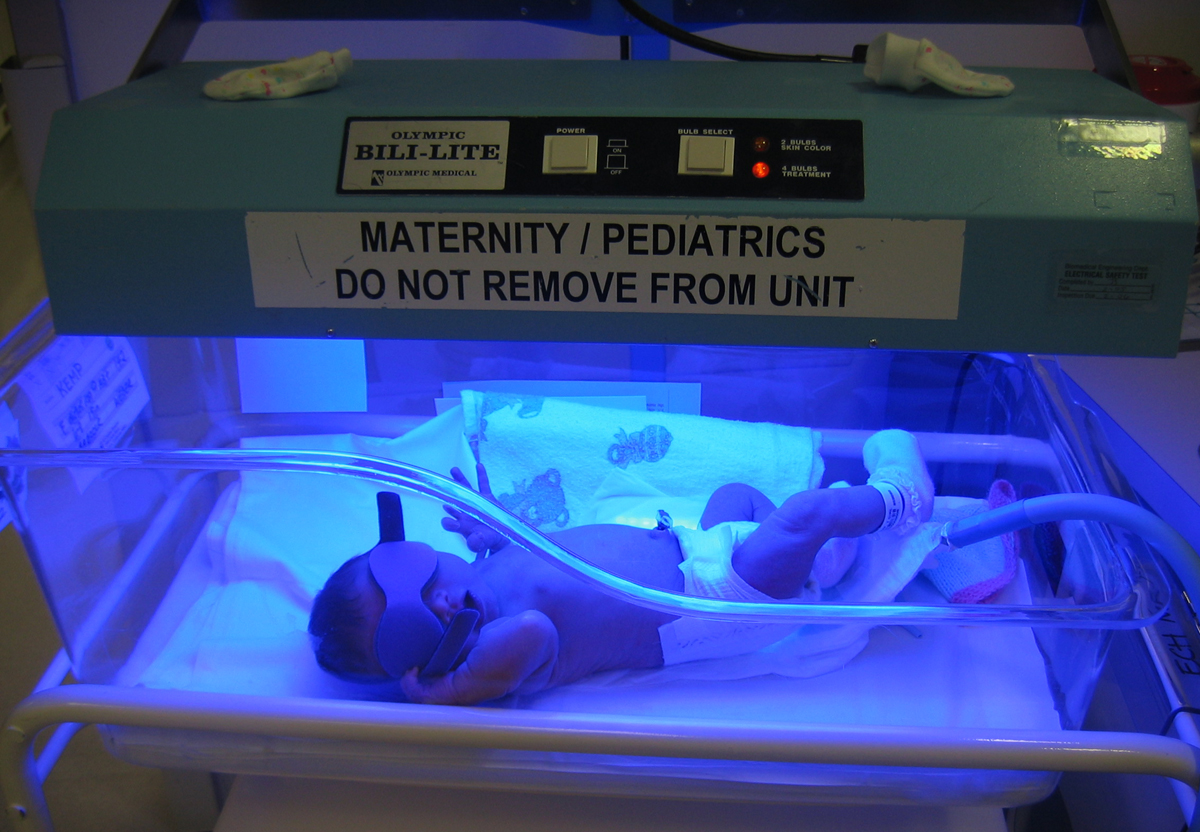
光線療法を受ける新生児

新生児においては生理的黄疸という言葉があるように、黄疸が出現しても正常な状態がある。これは新生児の生理学的な特徴から理解されている。胎児期は肝機能が未熟であるために胎児肝はほとんどグルクロン酸抱合を行わない。胎児期は胎盤で母体血に水に溶けない非抱合型ビリルビンを渡すことで高ビリルビン血症を防いでいる。出生後に起こるHbFの分解によるビリルビンの産出と肝臓の機能が未熟ということが重なって生理的黄疸が発生すると考えられている。新生児黄疸は新生児にみられる黄疸である。病態としては高ビリルビン血症による。ビリルビンには水に溶けず、寿命を迎えた赤血球(寿命約120日)が破壊されてアルブミンに乗って体循環を経る間接ビリルビンと、アルブミンに乗り体循環を経た間接ビリルビンが、肝細胞内でグルクロン酸抱合を受けて変化した水に溶ける直接ビリルビンの2つがある。新生児黄疸の分け方には、黄疸が見られる時期による分け方と、黄疸の病態による分け方がある。時期によって分けると、早発黄疸、生理的黄疸、遷延性黄疸、の3つに分けられる。病態によって分けると、高間接ビリルビン血症、高直接ビリルビン血症、の2つに分けられる。早発黄疸は生後24時間以内に見られる黄疸、生理的黄疸は生後2日〜2週間程度に見られる黄疸、遷延性黄疸は生後2週間以上見られる黄疸である。
| 時期＼病態 | 間接（非抱合）型ビリルビン | 直接（抱合）型ビリルビン     |
| ---------- | -------------------------- | ---------------------------- |
| 早発       | 母児間血液型不適合         | 敗血症                       |
| 遷延性     | 母乳性黄疸                 | 新生児肝炎、先天性胆道閉鎖症 |

治療としては対症療法として、光線療法、血漿交換等がある。
光線療法
光線をあてて血中ビリルビンを分解する治療法である。光線によって尿からの排出を促進する。なお、この治療法は非抱合型ビリルビンを低下させる目的にしか使えず、抱合型ビリルビンが高いとブロンズベイビー症候群 (bronze baby syndrome) を起こすので禁忌となる。適応は総ビリルビン値が17を超えた場合に適応となる。
交換輸血
血中の抗体および、抗体と結合した赤血球を交換することによって根治的に重症黄疸（新生児溶血性疾患＝母児間血液型不適合）を治療する。橈骨動脈に留置カテーテルを挿入しそこから瀉血して全血の2倍の交換血液を抹消静脈に注入し交換輸血を実施する。
血漿交換
核黄疸では総ビリルビン値が20を超えた場合に適応となる。
ガンマーグロブリン点滴療法
約30年も前からはじめられているこの治療法は交換輸血以上の効果があるにもかかわらず、やっと最近注目され、交換輸血の頻度は大幅に減少している。しかし、厚生労働省は、保険適応に承認していない。

#### 体質性黄疸
非抱合型ビリルビンは肝細胞に取り込まれ、肝細胞内でグルクロン酸抱合を受け、肝内胆管に排泄される。その過程に必要な酵素が欠損した病気を体質性黄疸と言う。
| 障害工程 | 病気                                       |
| -------- | ------------------------------------------ |
| 取込     | ジルベール症候群                           |
| 抱合     | クリグラー・ナジャール症候群               |
| 排泄     | デュビン・ジョンソン症候群、ローター症候群 |

ジルベール症候群
非抱合型ビリルビンの取り込みが障害されることで黄疸を呈する症候群の一つ。英名はGilbert's syndrome だが、日本ではフランスの消化器科医オーギュスタン・ニコラ・ジルベールらが報告したことから、Gilbert を英語読みのギルバートとは読まず、フランス語読みでジルベールと読む。ジルベール症候群は、成人で間接ビリルビン優位の黄疸を示す症候群なので、多くの疾患が含まれる。
クリグラー・ナジャール症候群（ウリジンジホスフェート・グルクロノシルトランスフェラーゼ欠損症、UDP-グルクロン酸転位酵素欠損症）
クリグラー・ナジャール症候群は、ウリジンジホスフェート・グルクロン酸転位酵素の欠損症。I型は完全欠損症であり重症で予後が悪い。II型は部分欠損症であり軽症で予後がよい。グルクロン酸抱合不全から間接ビリルビンが上昇して核黄疸を示す。

## 症状
一般に自覚症状が乏しい。診断学では黄疸はひとつの徴候としてとらえられている。
- 皮膚掻痒感（ひふそうようかん）：皮膚の痒み。直接ビリルビン優位性の場合に見られる。
- 眼球結膜黄染
眼球結膜黄染（がんきゅうけつまくおうせん）は、目の結膜が黄色くなること。血中ビリルビン濃度が3mg/dl以上になると出現する。

皮膚掻痒感に関しては若干の異論も存在する。ビリルビン以外の胆汁排出が正常である（肝、胆道系の酵素は上昇しない）体質性黄疸（の一部）では皮膚掻痒感が出現しないことが知られている。そのため、皮膚掻痒感は高ビリルビン血症の症状ではなく胆汁鬱滞の症状であると考える者もいる。胆汁鬱滞とは胆汁が十二指腸に至らない病態である。胆汁鬱滞をおこせば通常は高ビリルビン血症をきたすが、高ビリルビン血症は胆汁鬱滞をおこすとは限らない。胆汁鬱滞の原因としては肝細胞の数や肝臓形態を含めた機能の異常や肝内、肝外を含めた胆道の閉塞が挙げられる。胆汁鬱滞では皮膚掻痒感からはじまり皮膚黄色腫、骨粗鬆症、血液凝固異常が生じる。臨床的には脂肪便や脂溶性ビタミンを中心とする吸収不全が有名である。
なお、体質性黄疸の例から皮膚掻痒感を起こす原因物質がビリルビンではないということはわかっているが、原因物質は同定されていない。
黄疸の終末像はBBBが未成熟な新生児なら核黄疸、成人の場合はビリルビンのミトコンドリアへの沈着による多臓器不全である。なお胆汁鬱滞の終末は感染症による敗血症や肝障害による肝不全である。

## 鑑別
- 柑皮症：柑皮症では眼球結膜黄染が弱い。
- 加齢に伴う眼球の黄染：加齢に伴う眼球の黄染は脂肪組織の沈着によるもので、中心部分に強い。
- 黄疸：比較的早くから、眼球結膜の周辺部に、黄染が生じる。

## 治療
高ビリルビン血症、黄疸に対する治療は現在存在しない。新生児の黄疸なら光線療法や交換輸血が行われる場合がある。
天明年間（1789年）の『食品国歌』に「しじみよく黄疸を治し酔を解す」とあり、シジミ汁が黄疸を治すと言われている。